# Vologesias
Vologesias is de naam van een stad gesticht door de Parthische koning Vologases I (51-78). De naam van de stad komt in oude geschriften en in inscripties voor, zoals in Palmyra. De stad bevond zich op een karavaanroute ergens in het huidige Irak. Tot op heden (2022) is de stad niet gelokaliseerd. Vermoedelijk had de stad nog een andere naam, Vologesocerta, het huidige Valashabad.